# 1980年冰島總統選舉
1980年冰島總統選舉於1980年6月29日舉行，結果由冰島著名藝術家、政治運動家維格迪絲·芬博阿多蒂爾以33.8%的得票率當選冰島總統， 成為全球首位經由民主選舉產生的女性總統。也是冰島迄今當選人與最高票落選人得票差距最小的一次總統選舉。